# Krzysztof Baranowski (żeglarz)

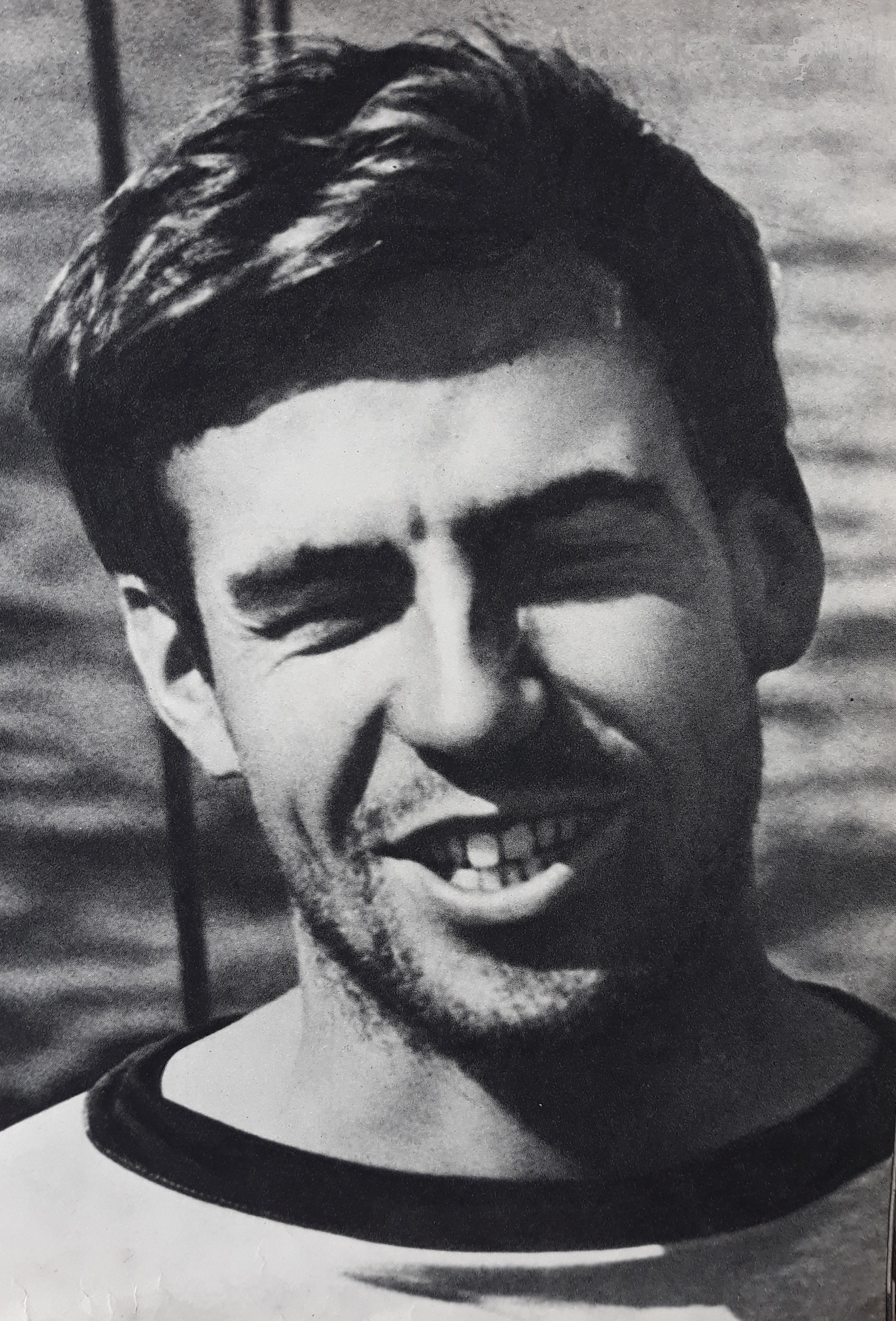
Krzysztof Baranowski (lata 60. XX w.)

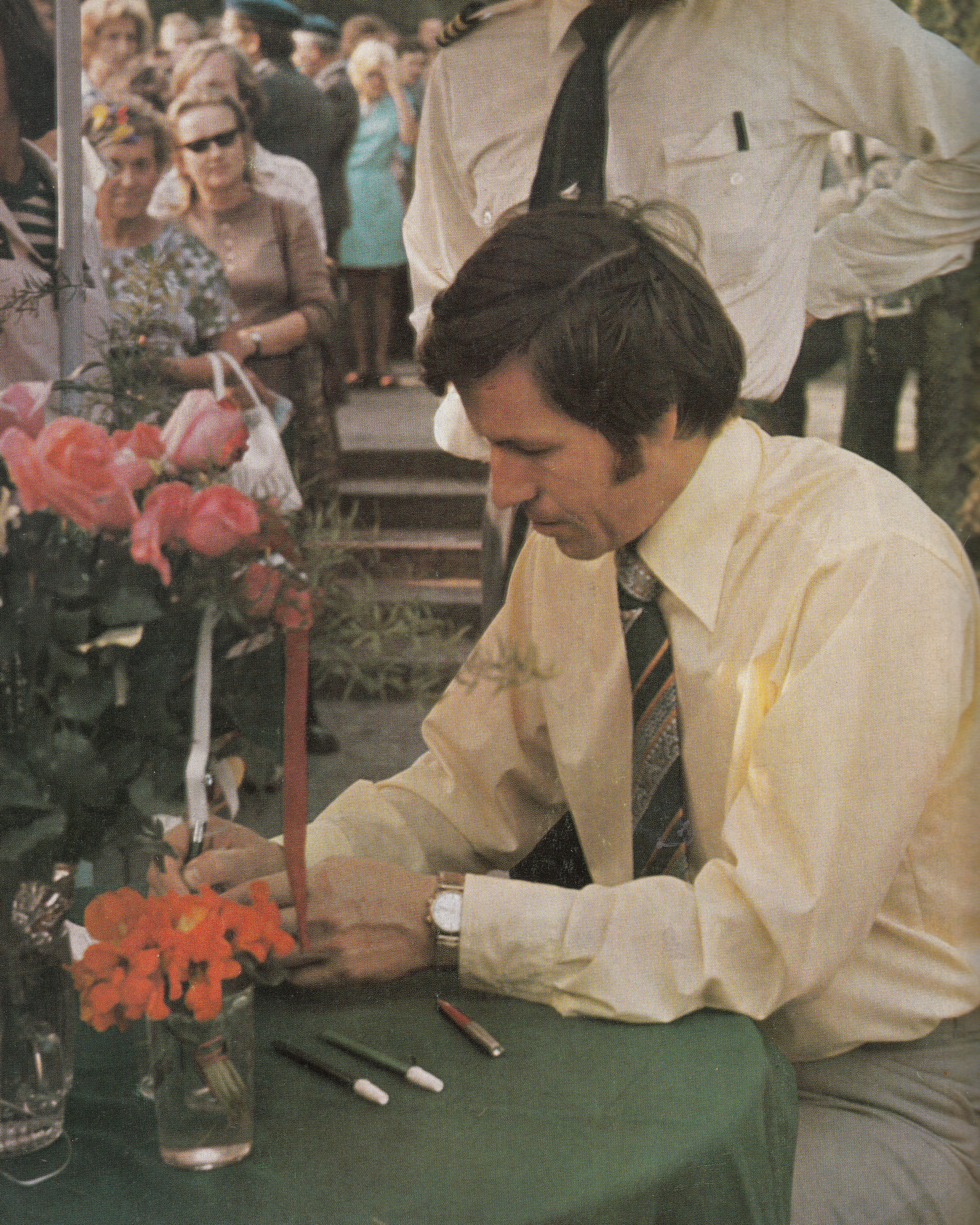
Na kiermaszu w dniu święta „Trybuny Ludu” w Warszawie (1973)

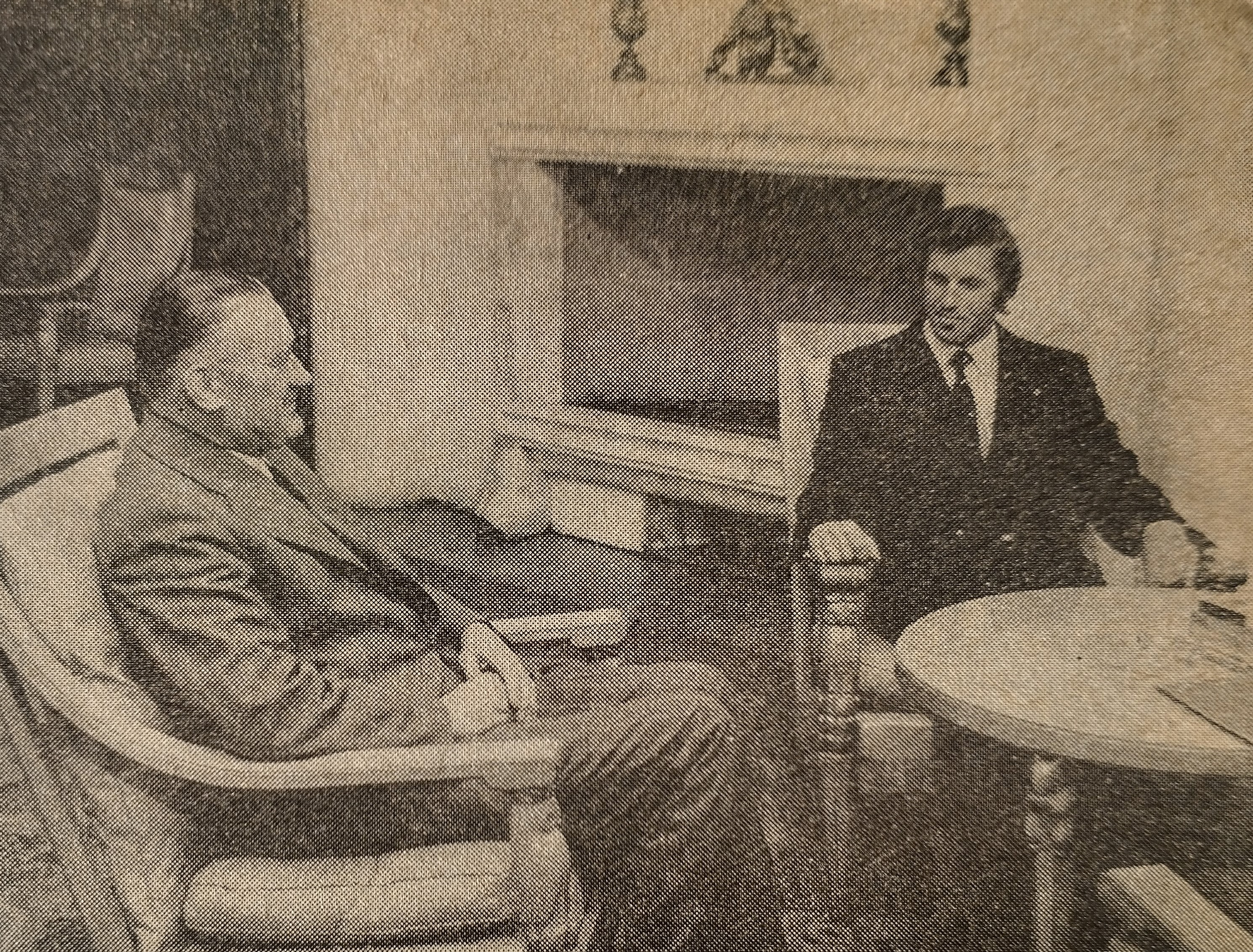
Z premierem Piotrem Jaroszewiczem po opłynięciu kuli ziemskiej (1973)

Krzysztof Tadeusz Baranowski (ur. 26 czerwca 1938 we Lwowie) – polski żeglarz, kapitan jachtowy, dziennikarz, prezenter telewizyjny, nauczyciel, krótkofalowiec SP5ATV. Jako pierwszy Polak dwukrotnie opłynął samotnie kulę ziemską.

## Życiorys
Absolwent Politechniki Wrocławskiej (inżynier elektronik) i Studium Dziennikarskiego Uniwersytetu Warszawskiego.
W latach 60. XX wieku był redaktorem w „Trybunie Ludu”, gdzie zajmował się popularyzacją nauki. Od 1969 roku należał do PZPR. W latach 1965–1966 brał udział w wyprawie naukowo-żeglarskiej jachtu Śmiały wokół Ameryki Południowej. Wielokrotnie występował w różnorakich programach TVP dla młodzieży (Ekran z bratkiem, Teleranek, Latający Holender), propagując żeglarstwo. Od roku 1977 był komentatorem TVP.
17 czerwca 1972 zajął 12. miejsce w transatlantyckich regatach samotnych żeglarzy OSTAR z Plymouth (Wielka Brytania) do Newport (Stany Zjednoczone) na jachcie Polonez, po czym odbył dalszą samotną drogę dookoła świata drogą na Horn. Był pierwszym Polakiem, który przebył tę trasę samotnie. Władysław Wagner, czyli pierwszy Polak, który opłynął świat także drogą na Horn, nie płynął samotnie. Natomiast Leonid Teliga płynął samotnie, ale trasą łatwiejszą, przez Kanał Panamski. Baranowski w ciągu 272 dni pokonał 35 424 mil morskich na trasie Newport – Kapsztad – Hobart (Tasmania) – Stanley (Falklandy) – Plymouth. Opłynął m.in. przylądki Dobrej Nadziei, Leeuwin i Horn. Rejs zakończył się 24 czerwca 1973 roku.
Jako jedyny dotychczas Polak odbył rejs dookoła świata po raz drugi, również samotnie, ale w przeciwnym kierunku. Dokonał tego od 2 października 1999 do 30 sierpnia 2000 na jachcie Lady B. Rozpoczął i zakończył rejs w portugalskim porcie Villamoura, przepłynął 24 tys. mil morskich trasą równikową, zawijając do 20 portów. Szlak podróży prowadził m.in. przez Wyspy Kanaryjskie, Karaiby, Kanał Panamski, Tahiti, Australię, Seszele, Morze Czerwone i Śródziemne.
Był inicjatorem budowy Poloneza oraz dwóch żaglowców rejowych: STS „Pogoria” oraz STS „Fryderyk Chopin”.
Drugi kapitan polskiego prototypowego żaglowca – barkentyny STS „Pogoria”. Prowadził „Pogorię” w regatach „Tall Ships’ Races 80” i w rejsie z naukowcami PAN na Antarktydę. Pomysłodawca i założyciel Szkoły pod Żaglami, którą jako kapitan poprowadził w latach 1983–1984 na żaglowcu STS „Pogoria”, a w 1992 na żaglowcu STS „Fryderyk Chopin”, który zbudowała jego Fundacja – Międzynarodowa Szkoła Pod Żaglami.
W 1981 na skutek błędnego odczytu wskazań radaru doprowadził do kolizji STS „Pogoria” z MS Generał Stanisław Popławski, Izba Morska w orzeczeniu obciążyła winą za spowodowanie kolizji kapitana „Pogorii” w 80%.
Był redaktorem naczelnym czasopisma „Jachting”. Od 2009 prowadzi Fundację „Szkoła Pod Żaglami Krzysztofa Baranowskiego” opartą na wolontariacie młodzieży niosącej innym pomoc.
Planuje obecnie (lipiec 2025) trzeci wokółziemski rejs na piętnastometrowym żaglowym jachcie Meteor. Jacht jest w trakcie remontu przeprowadzanego w Szczecinie.

## Życie prywatne
Dwukrotnie żonaty, ma dwoje dorosłych dzieci z pierwszego małżeństwa. Jego drugą żoną była znana spikerka telewizyjna Bogumiła Wander.

## Kalendarium dokonań
- 1965–1966 – rejs dookoła Ameryki Płd. na sy Śmiały (jako kuk)
- 1972 – regaty samotnych żeglarzy przez Atlantyk na sy Polonez (OSTAR)
- 1972/1973 – rejs dookoła świata wokół Hornu na sy Polonez (samotnie)
- 1976 – kapitan sy Polonez, rejs załogowy w transatlantyckich regatach Cutty Sark Tall Ships’ Races z okazji 200-lecia Stanów Zjednoczonych
- 1976/1977 – rodzinny rejs po Ameryce i przez Atlantyk na sy Polonez
- 1980/1981 – kapitan STS Pogoria w rejsie antarktycznym
- 1983/1984 – kapitan STS Pogoria w rejsie do Indii i wokół Afryki ze Szkołą pod Żaglami
- 1985 – kapitan STS Pogoria w rejsie Szkoły pod Żaglami dziewcząt (Gdynia – Montreal)
- 1985 – kapitan STS Pogoria w rejsie kanadyjskiej „Class Afloat” (Montreal – Ateny)
- 1986/1987 – kapitan niemieckiego żaglowca pasażerskiego Atlantis
- 1988/1989 – kapitan STS Pogoria w rejsie Międzynarodowej Szkoły Pod Żaglami (załoga z USA, ZSRR i Polski; trasa Gdańsk – Gdynia wokół Ameryki Płd. i Przylądka Horn)
- 1992 – kapitan STS Fryderyk Chopin w rejsie Szkoły Pod Żaglami na Grand Regatta Columbus '92 (Kadyks – Nowy Jork)
- 1994 – kapitan STS Fryderyk Chopin w rejsie Szkoły Pod Żaglami (Szczecin – Gibraltar i Cape Town – Fort de France, Martynika)
- 1999–2000 – drugi samotny rejs dookoła świata przez Panamę i Suez na sy Lady B.
- 2010 – kapitan STS Fryderyk Chopin w rejsie Szkoły Pod Żaglami (Gdynia – Stavanger)
- 2010 – kapitan STS Fryderyk Chopin w rejsie Szkoły Pod Żaglami (Szczecin – Santa Cruz de Tenerife)
- 2012 – kapitan STS Pogoria w rejsie Szkoły pod Żaglami (Świnoujście – Málaga)
- 2012 – kapitan STS Pogoria w rejsie polsko-rosyjskiej Szkoły pod Żaglami (Gdańsk – Cherbourg)
- 2015 – kapitan STS Pogoria w rejsie polsko-rosyjskiej Szkoły pod Żaglami (Amsterdam – Lerwick, Szetlandy – Porto Santo, Arch. Madery – Civitavecchia)

## Książki
- Hobo. Warszawa : Iskry, 1965; (seria „Naokoło świata”); 1974 ISBN 978-83-62039-09-8; wyd. 3 z 2013 (Fundacja Szkoła pod Żaglami Krzysztofa Baranowskiego).
- Kapitan kuk. Warszawa : Iskry, 1968, 1973 (seria „Naokoło świata”); ISBN 978-83-62039-07-4; wyd. 3 z 2012 (Fundacja Szkoła pod Żaglami Krzysztofa Baranowskiego).
- „Polonezem” dookoła świata : reportaże drukowane w „Trybunie Ludu”. Warszawa : Książka i Wiedza, 1973, 1974.
- Droga na Horn. Warszawa : Iskry, 1974, 1975, 1981; Muza, 1995 (seria „Naokoło świata”). ISBN 83-207-0327-1 wyd. 3.
- Wyścig do Newport. Warszawa : Iskry, 1976 (seria „Naokoło świata”); ISBN 978-83-62039-08-1; wyd. 2, 2013 (Fundacja Szkoła pod Żaglami Krzysztofa Baranowskiego).
- „Polonez”. Round the World Singlehanded. [album fotograficzny] Warszawa : Sport i Turystyka, 1977.
- Żaglem po Ameryce. Warszawa : Wydawnictwa RiTV, 1978.
- Dom pod żaglami. Warszawa : Iskry, 1980 (seria „Naokoło świata”).
- Praktyka oceaniczna. Warszawa : Sport i Turystyka, 1984.
- Szkoła pod żaglami. Warszawa : Iskry, 1987; (seria „Naokoło świata”); ISBN 978-83-62039-00-5; wyd. 2, 2009.
- Zapiski najemnego żeglarza. Warszawa : Iskry, 1989; (seria: „Naokoło świata”). ISBN 83-207-1156-8
- Samotny żeglarz. Warszawa : Wyd. IPS, 1995. ISBN 83-904058-0-6
- Zaczynam żeglować. Warszawa : Oficyna Wyd. Alma-Press, 1998, 2002, 2010, 2014, 2016.
- Drugi raz dookoła świata. Warszawa : Świat Książki, 2003. ISBN 83-7311-972-8
- Zostań Opti-mistrzem. Warszawa : Oficyna Wyd. Alma-Press, 2004.
- Regaty. Warszawa : Oficyna Wyd. Alma Press, 2007.
- Jachting morski. Warszawa : Fundacja Szkoła pod Żaglami Krzysztofa Baranowskiego, 2011.
- Bujanie w morskiej pianie. Warszawa : Fundacja Szkoła pod Żaglami Krzysztofa Baranowskiego, 2014.[8]
- Kapitan jachtowy. Warszawa : Szkoła Żeglarska Jacek Wójcik, 2015.[9]
- Uczucia oceaniczne. Warszawa : Fundacja Szkoła pod Żaglami Krzysztofa Baranowskiego, 2016.[10]
- Żegluga oceaniczna. Warszawa : Fundacja Szkoła pod Żaglami Krzysztofa Baranowskiego, 2017.
- Żagle na sztalugach [album z komentarzami do malarstwa marynistycznego]. Warszawa : Fundacja Szkoła pod Żaglami Krzysztofa Baranowskiego, 2020.
- Mity mórz i oceanów. Olszanica: Wydawnictwo BoSz, 2023.

## Filmy dokumentalne
Niektóre z ponad 50:
- Jaś i Małgosia na oceanie, 1977 (TeleAR – Brązowa Fregata)
- Czekanie na wieloryba, 1978 (Poltel – Nagroda Telewidzów)
- Zmiana wachty, 1982 (I nagroda Festiwalu Filmów Morskich w Cartagenie)
- Szkoła pod żaglami, 1984 (Grand Prix Yachtfilm '84)
- Sztorm, 1989 (Grand Prix Yachtfilm '90)
- serial Królowie mórz (11 odc.), 1985 (Poltel)
- serial Listy w butelce (6 odc.), 1991 (Maritime Films)
- serial Poszukiwanie Atlantydy (11 odc.), 1991 (Maritime Films)

## Odznaczenia i nagrody
- Krzyż Oficerski Orderu Odrodzenia Polski
- Złoty Medal „Za Wybitne Osiągnięcia Sportowe”
- Złote Odznaczenie im. Janka Krasickiego
- Złota Odznaka honorowa „Zasłużony Pracownik Morza”
- Złota Odznaka Honorowa Gryfa Pomorskiego
- Rejs Roku – Srebrny Sekstant 1973
- Trzykrotna Nagroda im. Leonida Teligi: 1981 – za cykl programów telewizyjnych propagujących żeglarstwo i za książkę Dom pod żaglami[11]; 1985 – za książkę Praktyka oceaniczna; 2021 – za książkę-album Żagle na sztalugach[12].
- Nagroda Conrada 2000
- Super Kolos 2007